# Édouard Reuss

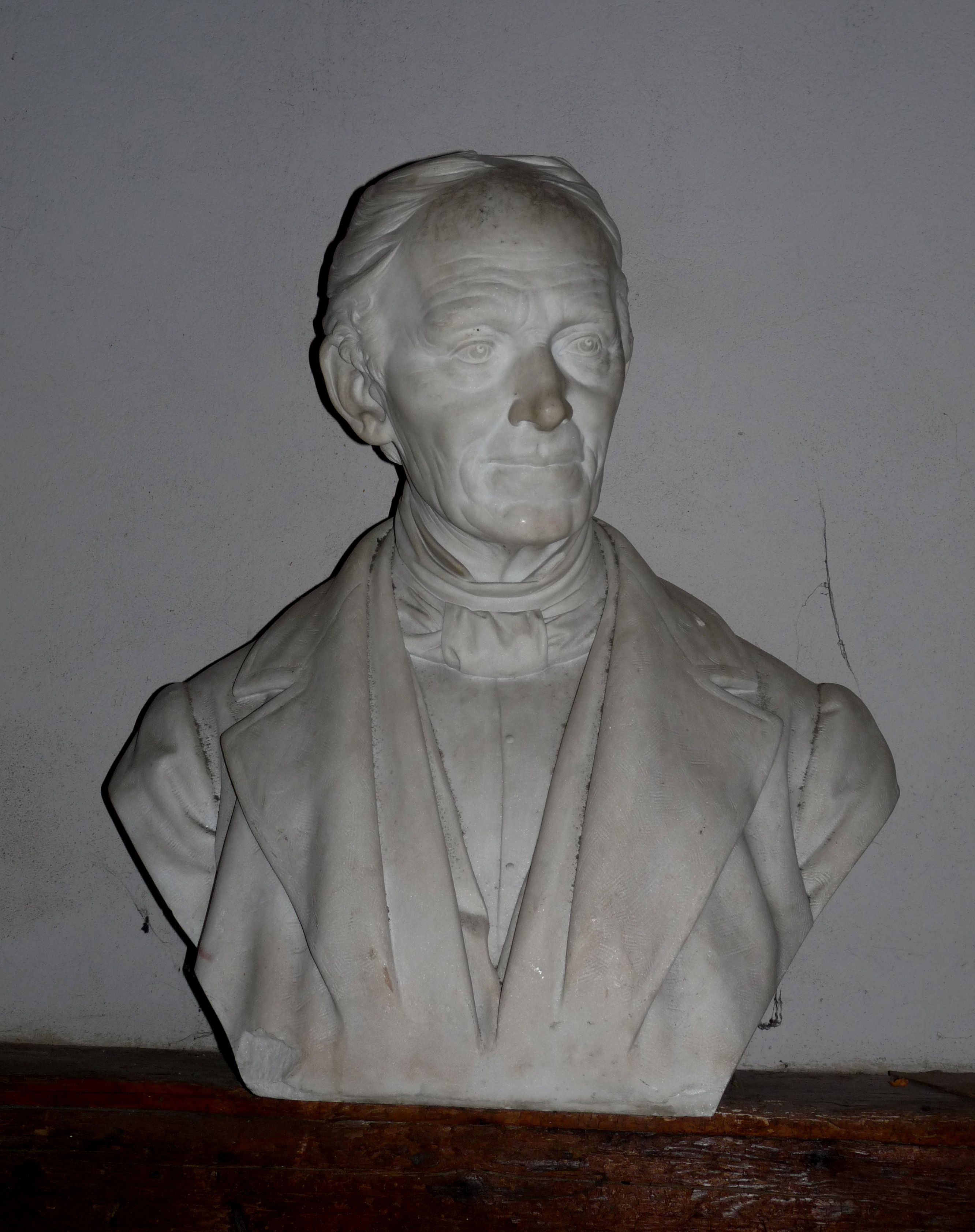
Édouard Reuss, byst från 1893 i Sankt Tomaskyrkan i Strasbourg.

Édouard (eller Eduard) Guillaume Eugène Reuss, född den 18 juli 1804 i Strassburg, död där den 15 april 1891, var en fransk reformert teolog.
Reuss blev 1834 extra ordinarie och 1836 ordinarie professor i de orientaliska vetenskaperna vid sin födelsestads universitet. År 1872 utbytte han denna professur mot en lärostol inom den teologiska fakulteten. Reuss författarverksamhet var betydande. Hans ståndpunkt är kritiskt forskande. År 1847 började Reuss utge Beiträge zu den theologischen Wissenschaften (6 band), till vilka han lämnade en mängd bidrag.
Sina kritiska och filologiska forskningar på det bibliska området framlade han i det stora bibelverket La Bible, traduction nouvelle avec introductions et commentaires (17 band, 1875-81; tysk översättning, 7 band, 1892-94). Av hans öfriga arbeten kan nämnas Geschichte der heiligen Schriften des Neuen Testaments (1842; 6:e upplagan 1887), Geschichte der heiligen Schriften des Alten Testaments (1881; 2:a upplagan 1890), Histoire de la théologie chrétienne au siècle apostolique (2 delar, 1852; 3:e upplagan 1884; "Apostlatidens christendom", 1866-67) och Histoire du canon des Saintes écritures (1863; 2:a upplagan 1864).